# Cláudio Pinheiro de Lima
Cláudio Pinheiro de Lima (Belo Horizonte, 14 de janeiro de 1914) foi um político brasileiro do estado de Minas Gerais. Atuou como deputado estadual em Minas Gerais na 3ª legislatura (1955-1959), como suplente e foi eleito para o mandato de 1963 a 1967 (5ª legislatura), pelo PSD.